# Vila Sicard
Vila (Conacul) Sicard este un monument de arhitectură, inclus în Registrul monumentelor ocrotite de stat, amplasat pe teritoriul taberei pentru copii „Cireșarii” din orașul Vadul lui Vodă, municipiul Chișinău (Republica Moldova). Acesta a fost construit la mijlocul secolului al XIX-lea de către Charles și Nathalie Sicard, nobili francezi care s-au stabilit cu traiul în Basarabia, ultimii au și fondat primul muzeu, dar și prima bibliotecă de prin regiune.
Cu toate că are un stil arhitectural clasic francez nemaiîntâlnit în R. Moldova, precum și o vârstă de peste 150 de ani, vila la momentul actual se află într-o stare dezolantă.

## Origine
În anul 1835, consilierul comercial Charles Sicard, de origine franceză, primește o moșie de la împăratul rus, Nicolae I, în localitatea Vadul lui Vodă. Aici el construiește o nouă vilă, cunoscută în prezent sub numele „Vila Sicard”, reședință temporară a Familiei Sicard. Arhitectura de tip eclectic a diferențiat vila de celelalte, aceasta rapid devenind una dintre cele mai importante ale localității. Cu timpul, la dorința Doamnei Nathalie Sicard, în cardul vilei se fondează un muzeu, o mulțime de exponate din diferite țării, cum ar Egipt, Franța, Italia, fiind aduse, creând unul dintre cele mai valoroase muzee din Basarabia de la acea vreme. Tot odată, in cadrul muzeului a fost fondat o bibliotecă cu o seriei de publicații occidentale, devenind prima biblioteca din întreaga regiune.
În anul 1917, în timpul Primului Război Mondial, vila a fost jefuită și ruinată de trupe ale Imperiului Rus. Nu se cunoaște exact ce s-a întâmplat cu exponatele muzeului, însă zvonuri locale presupun că acestea au fost distruse sau vândute.
În ziua de azi, vila este situată pe teritoriul taberei pentru copii „Cireșarii” și este ferită de public, accesul fiind interzis persoanelor neautorizate.

## Planuri de restituire
În prezent, există un plan de restituire a vilei, însă autoritățile locale susțin că nu există suficiente fonduri, cât și documentele necesare. După spusele oficiale ale a Direcției Educație, Tineret și Sport, sectorul Centru, Chișinău, nu există nici un act ce să demonstreze că clădirea are statut de monument, aceasta figurând doar ca Imobil. Cu toate acestea, clădirea continuă să fie supravegheată. Problema este de tip birocratic, iar până când resursele necesare nu vor fi oferite, planul este amânat.

## Galerie de imagini

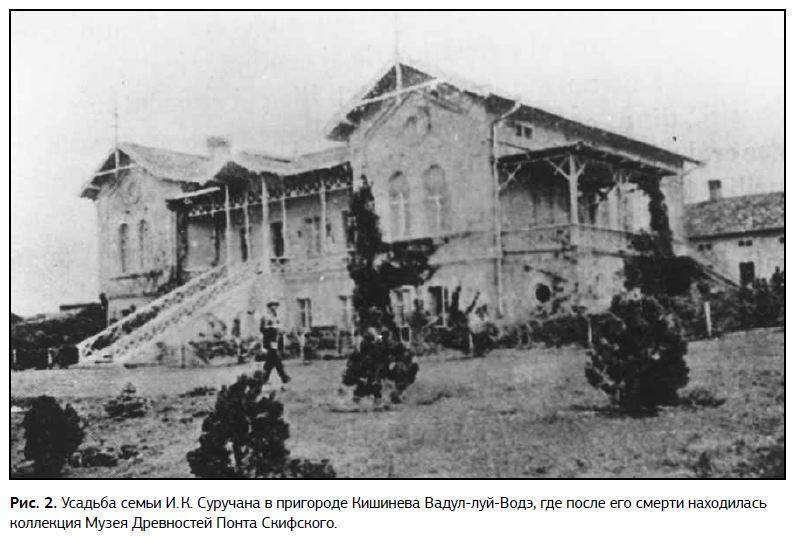
Imagine de epocă
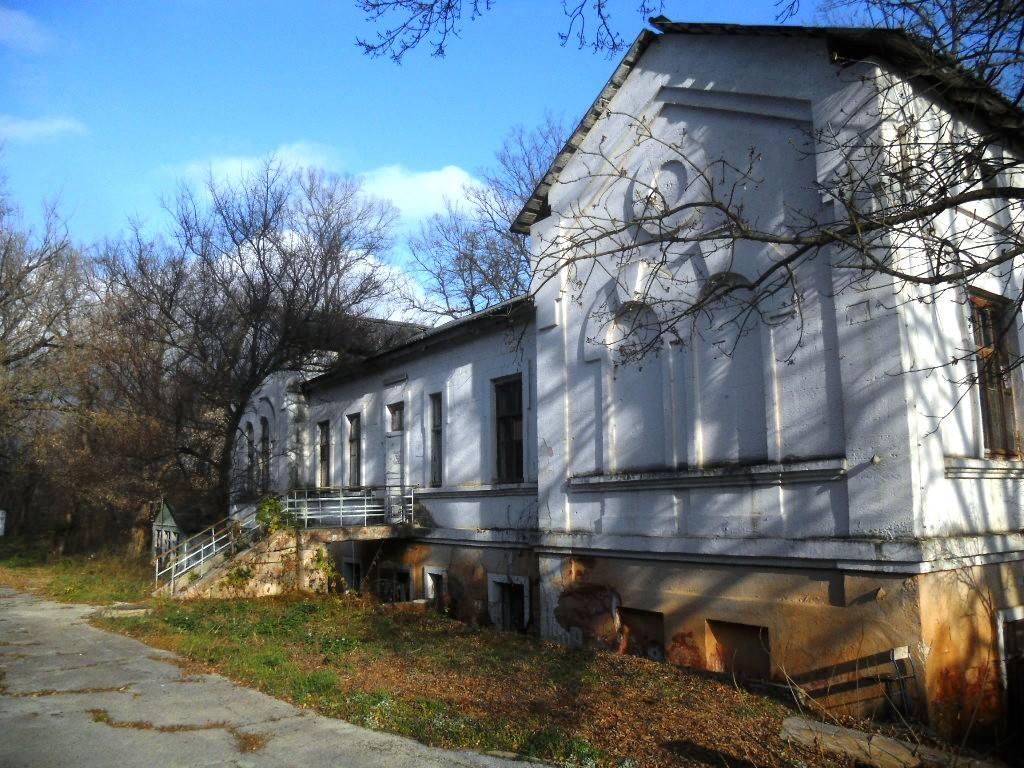
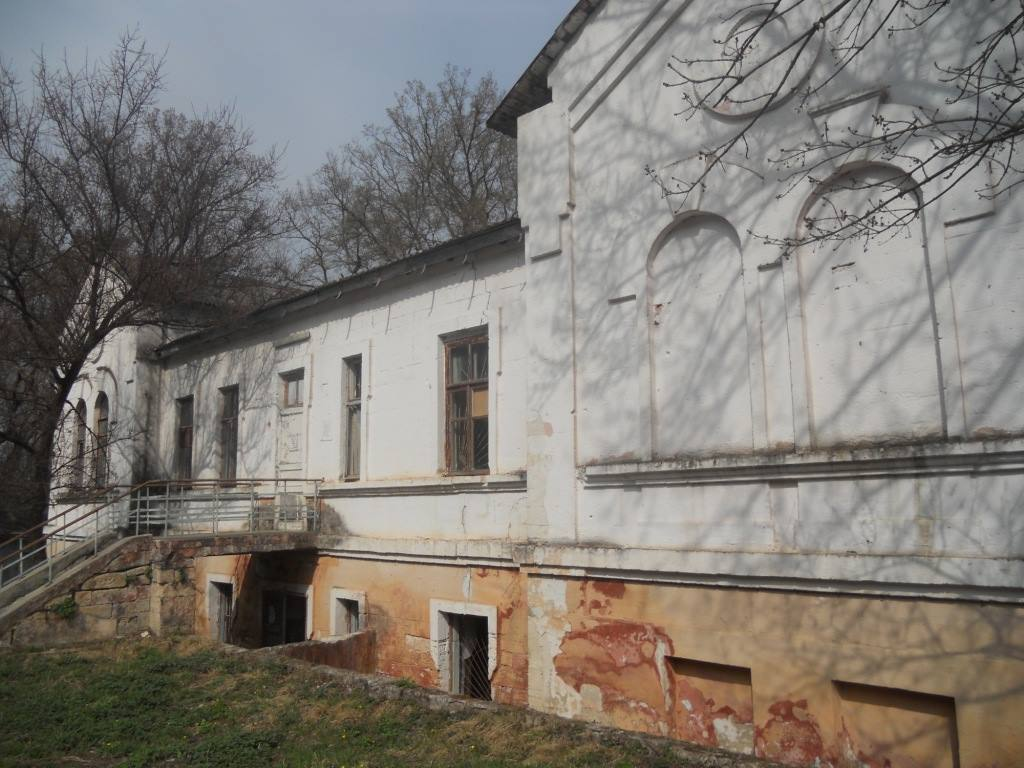
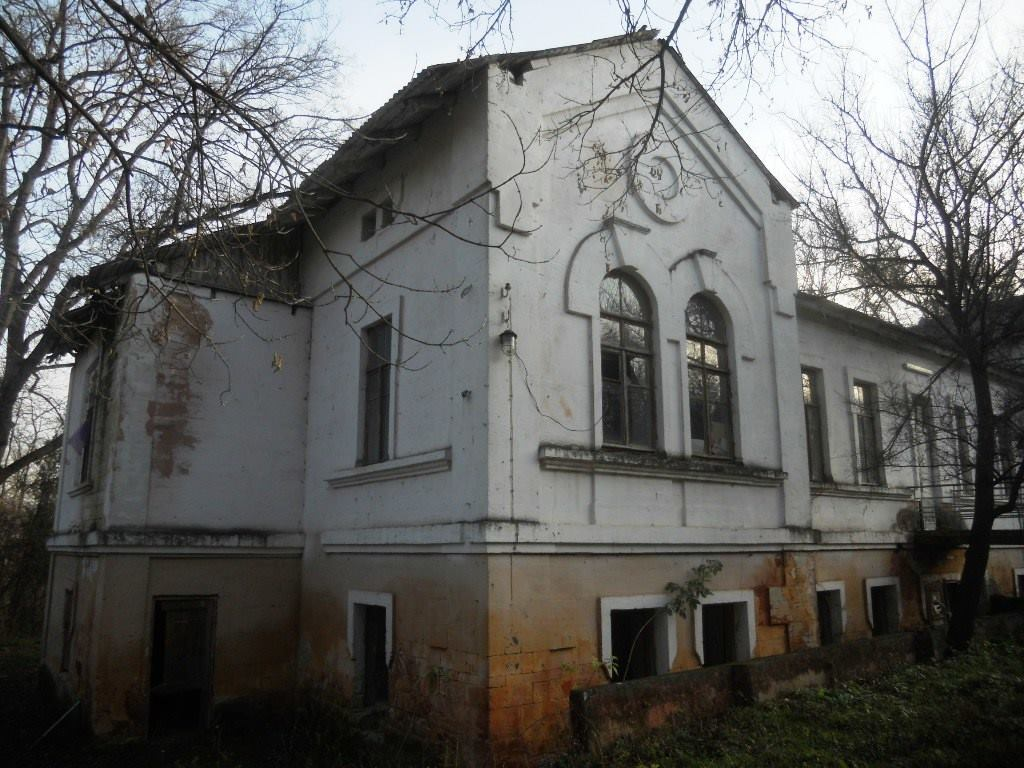
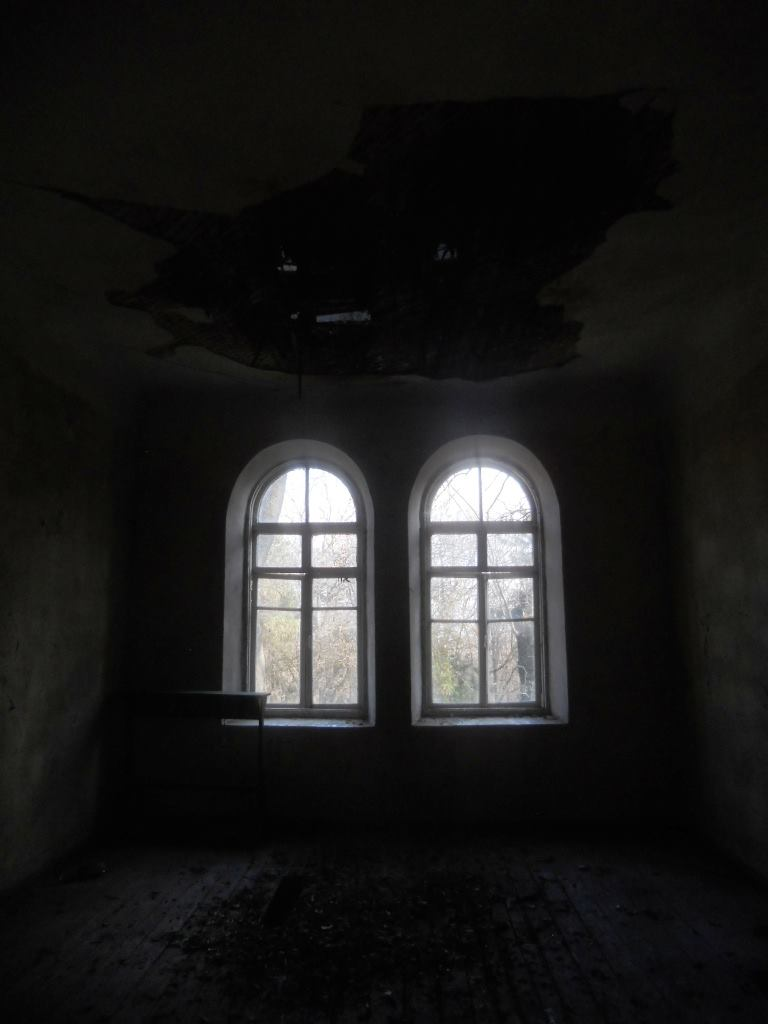